# Dmitri Firtaș

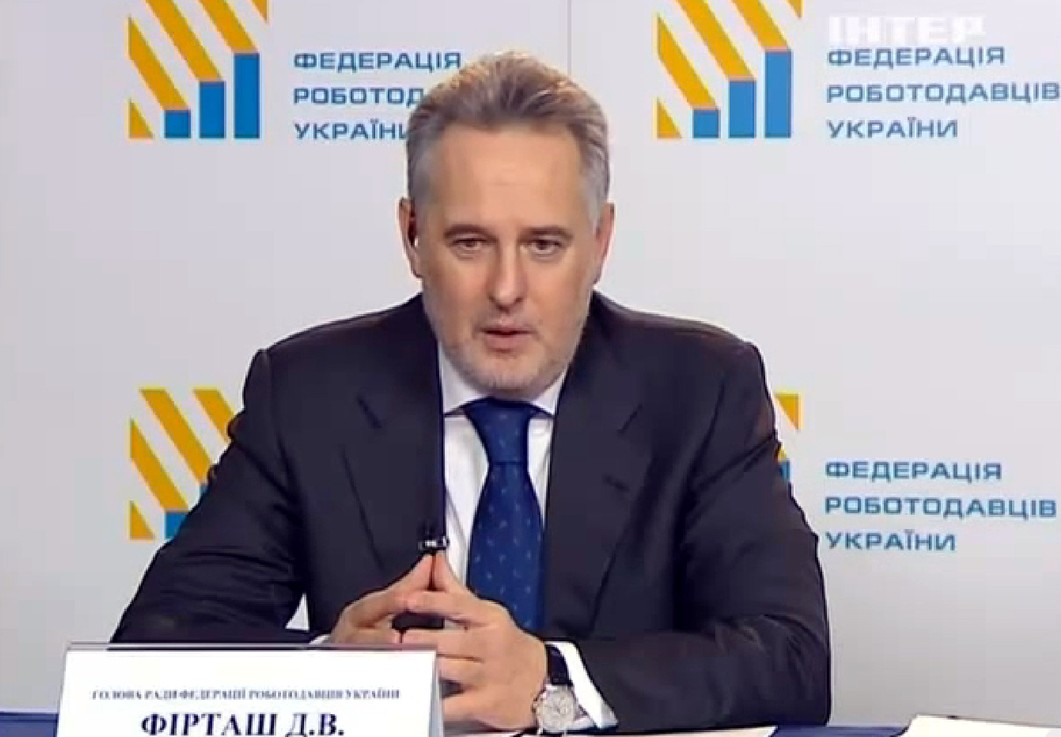
Dmitri Firtaș

Dmitri Firtaș este un om de afaceri ucrainean. A făcut avere exploatând instabilitatea și haosul de după implozia Uniunii Sovietice în 1991, acționând ca intermediar în schimbul de alimente ucrainene cu gaze naturale din Asia Centrală.
În prezent (2014), el este unul dintre cei mai importanți actori din Europa Centrală și de Est în industriile chimică și energetică, deținând instalații în Ucraina, Germania, Italia, Cipru, Tadjikistan, Elveția, Ungaria, Austria și Estonia.